# Anne Le Bozec
Anne Le Bozec (* 1975 in Tours) ist eine französische Pianistin und Musikpädagogin, die sich auf Liedbegleitung spezialisiert hat.

## Leben und Werk
Anne Le Bozec wurde in eine kunstbegeisterte Familie hineingeboren. Sie kam früh praktisch mit der Musik, mit der Bildenden Kunst und auch mit Literatur und Poesie in Kontakt. Sie studierte am Conservatoire National Supérieur de Musique Paris Klavier, Kammermusik und Liedbegleitung bei Theodor Paraskivesco und Anne Grappotte, an der Hochschule für Musik Frankfurt/Main bei Rainer Hoffmann und in der Liedklasse der Hochschule für Musik Karlsruhe bei Mitsuko Shirai und Hartmut Höll. Darüber hinaus nahm sie an Meisterkursen bei Leonard Hokanson, Gundula Janowitz und Dietrich Fischer-Dieskau teil.
Anne Le Bozec trat bei zahlreichen internationalen Festivals wie dem Rheingau Musik Festival, den Schwetzinger Festspielen oder dem Festival Radio-France Montpellier auf. Ein besonderes Interesse von Anne Le Bozec lag bei Programmen, „bei denen Musik, Melodram und Tanz ergänzend miteinander agieren“. Entsprechende Veranstaltungen bot sie mit ihren „Romanischen Stunden“ bei der Internationalen Hugo-Wolf-Akademie Stuttgart oder beim „Hugo Wolf Projekt“ des Berliner Choreographen Hans-Werner Klohe, bei dem sie musikalisch und auch tänzerisch auftrat.
Unter ihren Aufnahmen vokaler und instrumentaler Kammermusik fanden Lieder von Franz Schubert, Gustav Mahler, Hugo Wolf, Henri Duparc, Frédéric Chopin, Karol Szymanowski, Johannes Brahms sowie die kompletten Beethoven- und Fauré-Cellosonaten mit dem französischen Cellisten Alain Meunier große Anerkennung. Sie spielte im Shakespeare-Jahr 2016 mit der Mezzosopranistin Isabelle Druet ein ganzes Shakespeare-Album ein. Sie teilt sich mit Alain Meunier die Leitung des französischen Kammermusikfestivals Fêtes Musicales de l’Aubrac.
Anne Le Bozec wirkt seit 2005 als Professorin für Lied- und Vokalbegleitung am Konservatorium Paris. Sie leitete für fünf Jahre an der Hochschule für Musik Karlsruhe die erste „französische Liedklasse“ an einer deutschen Musikhochschule. Anne Le Bozec gibt internationale Meisterkurse, in denen sie den Gesang des Französischen und Deutschen Liedes, Liedbegleitung und Kammermusik unterrichtet.
Anne Le Bozec erhielt mehrere internationale Preise bei Kammermusik- und Klavier-Wettbewerben wie dem Yamaha Music Foundation of Europe oder dem  Schubert Wettbewerb Graz. Sie wurde vom französischen Staatspräsidenten Jacques Chirac als Laureatin der „Fondation pour la Vocation“ für ihre Arbeit im Liedbereich ausgezeichnet. Bei den internationalen Wettbewerben für Liedkunst in Stuttgart und beim Wettbewerb Nadia et Lili Boulanger in Paris erhielt sie jeweils den Preis für hervorragende Einzelleistung als Liedpianistin.